# Válečná vláda Izraele
Válečná vláda Izraele byla vláda Státu Izrael vedená Benjaminem Netanjahuem, která byla vytvořena 11. října 2023 po začátku útoku palestinských militantních skupin na Izrael a rozpuštěna 17. června 2024. Vládu do června 2024 tvořili 3 členi, z toho 2 za Likud a 1 za Státní tábor. Až do vytvoření vlády nebylo jasné, zda budou součástí dosavadní vládní partneři, tedy krajně pravicové a ultraortodoxní strany.
Dne 9. června 2024 Binjamin Ganc (Státní tábor) opustil válečný kabinet. Učinil tak po vypršení ultimáta, které v květnu dal premiérovi Netanjahuovi k představení kroků k ukončení války. Zároveň Netanjahua vyzval ke stanovení data předčasných voleb. Premiér byl podle Gance překážkou vítězství ve válce proti Hamásu. Dne 17. června 2024 premiér Netanjahu válečnou vládu rozpustil.

## Jednání o vzniku
Ihned po vypuknutí konfliktu vydaly opoziční strany Ješ atid, Jisra'el bejtenu a Strana práce a aliance Státní tábor společné prohlášení, ve kterém stálo: „V době, jako je tato, neexistuje v Izraeli opozice a koalice“.
Poté, co předseda strany Ješ atid Ja'ir Lapid vyzval Netanjahua, aby „dal stranou rozdíly mezi stranami a vytvořil mimořádnou, úzkou a profesionální vládu“, Netanjahu navrhl, aby Ješ atid a Státní tábor vstoupily do vlády národní jednoty s Likudem. Lapid prohlásil, že Izrael nemůže efektivně řídit konflikt s „extrémním a nefunkčním složením současné vlády“. Jako podmínku pro vstup Ješ atid do vlády uvedl absenci krajně pravicových stran Náboženský sionismus a Ocma jehudit.
Státní tábor zahájil dialog s Likudem 9. října. Likud uvedl, že vláda by byla podobná té, která vznikla před šestidenní válkou v roce 1967. 

## Prohlášení
Ve společném prohlášení Benjamina Netanjahua a Binjamina Gance stálo: „Benjamin Netanjahu, dosavadní předseda vlády, a Binjamin Ganc, bývalý ministr obrany a náčelník Generálního štábu Izraelských obranných sil (IOS), se dohodli na vytvoření válečné vlády složené z Netanjahua, Gance a ministra obrany Jo'ava Galanta“. Mimo jiné se v prohlášení uvádělo, že vláda „nebude prosazovat politiku a zákony, které se netýkají probíhajícího konfliktu“. Vláda je oprávněna přijímat rozhodnutí týkající se války, aniž by prošla Knesetem. Jednání o vytvoření vlády začala ihned po vypuknutí bojů. Ve vládě budou také Gadi Eizenkot a Ron Dermer, avšak pouze jako pozorovatelé.
Server Politico označil vznik vlády za „příležitost pro Benjamina Netanjahua zachránit svůj politický odkaz“. Týdeník The Jewish Chronicle uvedl, že „vznik vlády by téměř jistě znamenal konec kontroverzních plánů na reformu soudnictví“.

## Seznam členů vlády
Podle deníku Ha'arec budou ve vládě také bývalý náčelník Generálního štábu IOS Gadi Eizenkot a ministr pro strategické záležitosti Ron Dermer, avšak pouze jako pozorovatelé.
| Úřad                 | Člen vlády         | Člen vlády | Subjekt      | Nástup do úřadu | Odchod z úřadu  |
| -------------------- | ------------------ | ---------- | ------------ | --------------- | --------------- |
| Předseda vlády       | Benjamin Netanjahu |            | Likud        | 11. října 2023  | 17. června 2024 |
| Ministr obrany       | Jo'av Galant       |            | Likud        | 11. října 2023  | 17. června 2024 |
| Ministr bez portfeje | Binjamin Ganc      |            | Státní tábor | 11. října 2023  | 9. června 2024  |

| Úřad                                | Pozorovatel   | Pozorovatel | Subjekt                     | Nástup do úřadu | Odchod z úřadu  |
| ----------------------------------- | ------------- | ----------- | --------------------------- | --------------- | --------------- |
| Ministr pro strategické záležitosti | Ron Dermer    |             | Nezávislý s vazbou na Likud | 11. října 2023  | 17. června 2024 |
| Ministr bez portfeje                | Arje Deri     |             | Šas                         | 11. října 2023  | 17. června 2024 |
| Ministr bez portfeje                | Gadi Eizenkot |             | Státní tábor                | 11. října 2023  | 9. června 2024  |